# ТАПИ (трубопровод)
Газопровод ТАПИ (Газопровод Туркменистан — Афганистан — Пакистан — Индия) — строящийся магистральный газопровод протяжённостью 1 814 км из Туркменистана в Афганистан, Пакистан и Индию. Проектная мощность — 33 млрд кубометров газа в год. Предполагаемая стоимость проекта — $8 — $10 млрд. Запуск проекта планировался на 2017 год, но по ряду причин был отложен.

## Технические параметры
Общая протяженность газопровода составит 1 814 километров. По территории Туркменистана — 214 км, по территории Афганистана — 774 км, по территории Пакистана — 826 км. Планируется что газопровод пройдёт от Галкыныша через афганские города Герат и Кандагар и достигнет окончательной своей точки — населённого пункта Фазилка, на границе Пакистана с Индией.
Для обеспечения мощности газопровода было предложено самое крупное в Туркменистане месторождение «Галкыныш».
В 2018 году по этому газопроводу будет поставляться 90 млн кубометров газа в сутки, из которых 38 млн пойдет в Индию. Соответствующее соглашение на 30 лет заключили компания «Туркменгаз» с индийской GAIL и пакистанской Inter State Gas Systems.

## История
11 декабря 2010 года в Ашхабаде состоялся Саммит глав государств-участников проекта, по итогам которого были подписаны Рамочное соглашение о газопроводе и Межправительственное соглашение о реализации проекта ТАПИ.
В мае 2012 года в рамках III Международного газового конгресса Туркменистана были подписаны соглашения о купле-продаже природного газа с национальными компаниями Индии и Пакистана.
9 июля 2013 года подписан контракт купли-продажи газа между «Туркменгаз» и Афганской газовой корпорацией.
19 ноября в Ашхабаде в рамках Международного нефтегазового форума состоялось подписание сервисного соглашения с транзакционным советником между «Туркменгаз», Афганской газовой корпорацией, Корпорацией «Inter state gas systems (Private) limited» (Пакистан), компанией GAIL и Азиатским банком развития по газопроводу ТАПИ. Азиатский банк развития выступает в качестве Транзакционного Советника по проекту газопровода ТАПИ.
13 декабря 2015 года в туркменском городе Мары прошла церемония закладки первого камня строительства газопровода, который пройдет по маршруту Туркменистан — Афганистан — Пакистан — Индия (ТАПИ). В торжественной церемонии приняли участие президент Туркменистана Гурбангулы Бердымухамедов, премьер-министр Пакистана Наваз Шариф, президент Афганистана Ашраф Гани Ахмадзай и вице-президент Индии Мохаммад Хамид Ансари.
23 февраля 2018 года состоялась закладка афганского участка газопровода.
13 ноября 2018 года — исполнительный директор консорциума TAPI Pipeline Company Ltd. Мухаммедмурад Аманов, выступая на Международной нефтегазовой конференции ADIPEC в Абу-Даби, сообщил, что стоимость ТАПИ будет сокращена с 10 до 7 миллиардов долларов за счет оптимизации расходов. М. Аманов также заявил, что инвестиционное решение по проекту ТАПИ будет принято в первой половине 2019 года.
12 марта 2019 года — в Исламабаде подписано Соглашение с правительством принимающей стороны между консорциумом TAPI Pipeline Company Ltd. и правительством Пакистана.
8 апреля 2019 года — Группа ЧТПЗ (Челябинский трубопрокатный завод, Россия) объявила о подписании контракта на поставку более 150 тысяч тонн труб диаметром 1420 мм ГК «Туркменгаз» для строительства линейной части газопровода ТАПИ (214 км) на территории Туркменистана. Первая поставка намечена на II квартал 2019 года. Цена контракта — более 200 млн долларов США.
Приход к власти талибов в Афганистане усложнил реализацию проекта, однако новые власти заявляли о готовности к возобновлению.